# Electrocutionist
Electrocutionist (24 febbraio 2001 - Newmarket, 9 settembre 2006) è stato un cavallo da corsa.

## Biografia
Purosangue inglese, nacque il 24 febbraio 2001 da Elbaaha e Red Ransom (a propria volta corridori). Il suo nome — che in inglese indica il boia incaricato di attivare la sedia elettrica durante le condanne a morte — venne scelto da Earle Mack, ambasciatore statunitense in Finlandia.
Compiuto l'esordio a Milano il 6 aprile 2004, fu in seguito allenato da Valfredo Valiani: tra i maggiori successi della carriera (costituita da 8 vittorie su 12 corse) spicca il trionfo del 25 marzo 2006 alla Dubai World Cup. È deceduto il 9 settembre 2006 a Newmarket, ucciso da un infarto dopo essere stato ricoverato in clinica veterinaria nei giorni precedenti: proprio nella città inglese, era prevista la sua partecipazione ad un evento il 14 ottobre successivo.
La Gazzetta dello Sport dedicò un libro alla sua storia.